# Шевчук Григорій Михайлович
Григо́рій Миха́йлович Шевчу́к (* 8 лютого 1916, село Красногірка, нині Житомирської області) — український історик.
у 1965—1967 роках був співробітником Інституту історії АН УРСР, від 1969 року — професор Київського інституту культури.

## Праці
Праці з історії громадянської війни і культурного будівництва:
- «Боротьба трудящих Радянської України проти контрреволюції на Півдні в 1920 р.» (1956),
- «Розгром іноземних інтервентів на півдні України і в Криму. Листопад 1918 — квітень 1919 р.» (1959),
- «Червоне козацтво» (1965),
- «Культурне будівництво на Україні у 1921—1925 pp.» (1963).

Співавтор колективних видань:
- «Історія Української РСР» (1967),
- «Розвиток української культури за роки радянської влади» (1967).